# Ślub księżniczki Elżbiety i Filipa Mountbattena

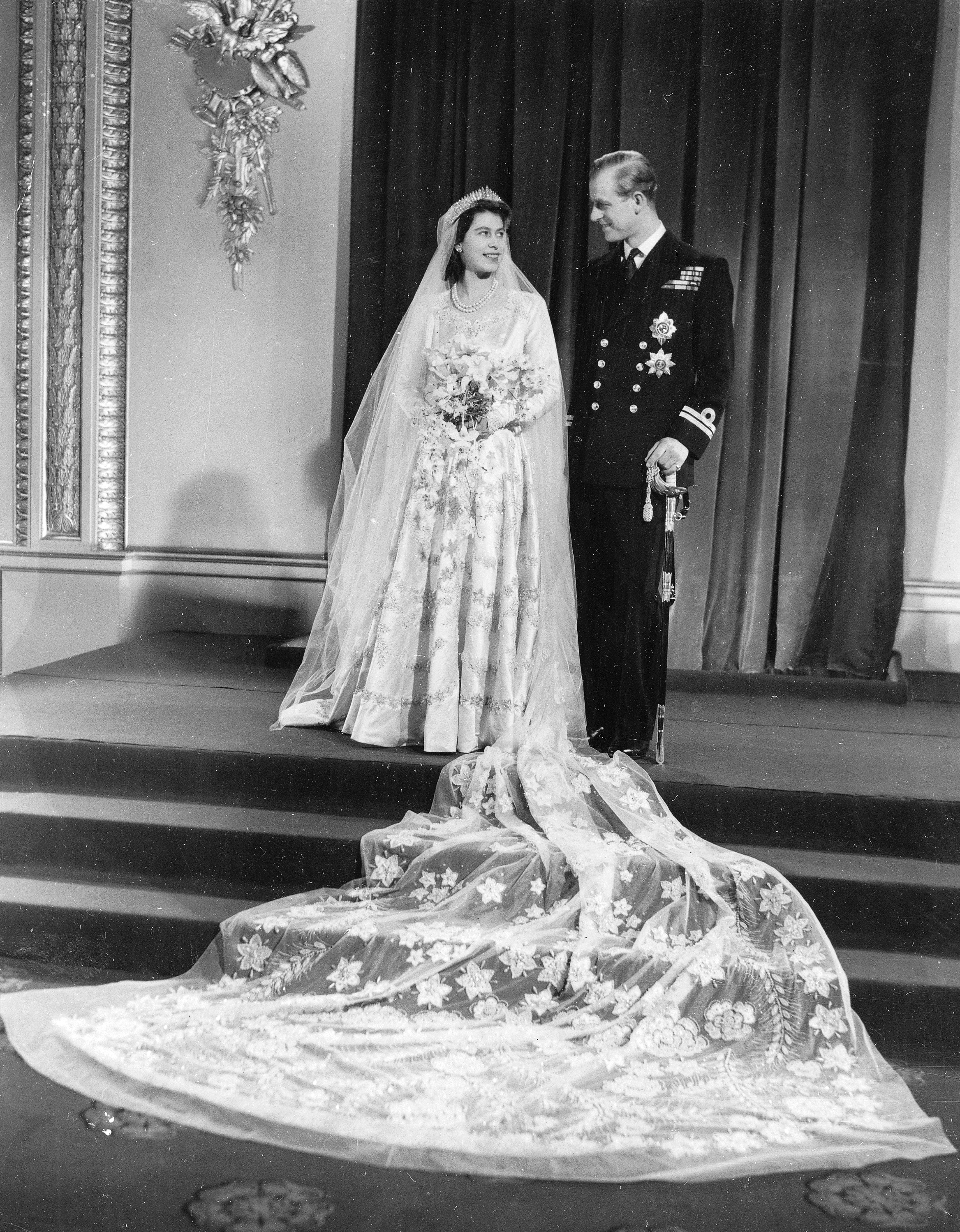
Księżniczka Elżbieta i Filip Mountbatten po ślubie

Ślub księżniczki Elżbiety i Filipa Mountbattena odbył się w czwartek 20 listopada 1947 w Opactwie Westminsterskim. Panna młoda była starszą córką króla Wielkiej Brytanii Jerzego VI i królowej Elżbiety, a także dziedziczką tronu. Pan młody był księciem Grecji i Danii, jednak przestał używać tych tytułów po przyjęciu brytyjskiego obywatelstwa cztery miesiące przed ogłoszeniem ślubu, a w poranek w dzień slubu mianowano go księciem Edynburga, hrabią Merioneth oraz baronem Greenwich.

## Zaręczyny
Elżbieta i Filip byli ze sobą spokrewnieni przez Chrystiana IX i królową Wiktorię Hanowerską. Po raz pierwszy spotkali się w 1934 na ślubie księżniczki Mariny (kuzynki Filipa) i księcia Jerzego (stryja Elżbiety). Ponownie spotkali się w 1937. Para zaręczyła się sekretnie w 1946 po tym jak Filip poprosił króla Jerzego VI o rękę jego córki. Król przychylił się do jego prośby, pod warunkiem, że jakiekolwiek formalne zaręczyny zostaną przesunięte do 21. urodzin Elżbiety w kwietniu następnego roku. Ich zaręczyny zostały oficjalnie ogłoszone 9 lipca 1947. Filip oświadczył się Elżbiecie, wręczając jej 3-karatowy okrągły pierścionek z brylantem, składający się z „centralnego kamienia otoczonego 10 mniejszymi diamentami”. Diamenty zostały wzięte z tiary należącej do matki Filipa, księżniczki Alicji z Battenberg, i również zostały użyte do stworzenia czterolistnej bransoletki dla Elżbiety.

## Uroczystość
Księżniczka Elżbieta i Filip Mountbatten pobrali się o godzinie 11.30 czasu Greenwich 20 listopada 1947 w Opactwie Westminsterskim. 

### Stroje pary młodej
Księżniczka miała na sobie „satynową suknię ślubną księżnej z motywami lilii gwiaździstych i kwiatów pomarańczy”. Buty ślubne Elżbiety były wykonane z satyny i obszyte srebrem i perłami. Jej bukiet ślubny przygotował kwiaciarnia M. H. Longman i składał się z „białych orchidei z gałązką mirtu”. Mirt został pobrany z „krzewa wyhodowanego z oryginalnego mirtu w bukiecie ślubnym królowej Wiktorii”. Bukiet zwrócono do opactwa następnego dnia po nabożeństwie złożonym na grobie Nieznanego Wojownika, zgodnie z tradycją zapoczątkowaną przez matkę Elżbiety na jej ślubie w 1923.
Filip miał na sobie mundur marynarki wojennej ozdobiony medalami i emblematem gwiazdy Kawalera Najszlachetniejszego Orderu Podwiązki. Nosił także miecz ceremonialny, którym później kroił tort weselny.

### Nabożeństwo ślubne
Filip opuścił Pałac Kensington ze swoim drużbą, swoim kuzynem ze strony matki, markizem Milford Haven. Księżniczka Elżbieta przybyła do opactwa wraz ze swoim ojcem, królem, irlandzkim powozem państwowym.
Ceremonii udzielił arcybiskup Canterbury, Geoffrey Fisher i dziekan Westminster, Alan Campbell Don. Kazanie wygłosił arcybiskup Yorku, Cyril Garbett. Ceremonia została nagrana i wyemitowana przez radio BBC dla 200 milionów ludzi w Imperium Brytyjskim i na całym świecie.

### Obrączka ślubna
Podobnie jak obrączka jej matki, obrączka księżniczki Elżbiety została wykonana z walijskiego złota. Pierścionek został wykonany z bryłki walijskiego złota z kopalni Clogau St David, niedaleko Dolgellau; bryłka ta została podarowana ówczesnej Lady Elizabeth Bowes-Lyon i wykorzystana do wykonania jej obrączki ślubnej, a następnie obrączek ślubnych dla jej córek. Z tej samej bryłki wykonano później obrączki księżniczki Anny i Lady Diany Spencer.

### Uzyskane tytuły
Przed ślubem Filip zrzekł się tytułów greckich i duńskich, przeszedł z prawosławia greckiego na anglikanizm i przyjął nazwisko brytyjskiej rodziny swojej matki. Dzień przed ślubem król Jerzy nadał mu tytuł „Królewskiej Mości” i rankiem w dniu ślubu, 20 listopada 1947, został mianowany księciem Edynburga, hrabią Merioneth i baronem Greenwich.
Po ślubie Elżbieta przyjęła tytuł męża i została księżną Edynburga.

### Uroczystości rodzinne
Po ślubie małżeństwo udało się do Pałacu Buckingham, gdzie z balkonu pomachali do tłumu.
Śniadanie weselne odbyło się w sali balowej pałacu. Tort weselny został wykonany przez piekarnię McVitie & Price.
Para otrzymała ponad 2,500 prezentów z całego świata i około 10,000 telegramów gratulacyjnych. Prezenty były widoczne dla publiki w Pałacu św. Jakuba.